# In/Casino/Out
In/Casino/Out – drugi album studyjny zespołu At the Drive-In, wydany w roku 1998. Został nagrany na żywo w studio, z zamiarem uchwycenia energii i dźwięku koncertów zespołu.
Stylistyka albumu mieści się dokładnie pomiędzy poprzednim, brudnym Acrobatic Tenement a kolejnym, świetnie dopracowanym Relationship of Command.
Na albumie ponownie zagrał Jim Ward, który wrócił do zespołu po dłuższej nieobecności. In/Casino/Out był również jego wokalnym debiutem - zaśpiewał w utworze "Hourglass".

## Lista utworów
1. "Alpha Centauri" – 3:13
2. "Chanbara" – 2:59
3. "Hulahoop Wounds" – 3:24
4. "Napoleon Solo" – 4:48
5. "Pickpocket" – 2:38
6. "For Now..We Toast" – 3:02
7. "A Devil Among the Tailors" – 3:12
8. "Shaking Hand Incision" – 3:36
9. "Lopsided" – 4:41
10. "Hourglass" – 3:25
11. "Transatlantic Foe" – 3:37

## Dodatkowe utwory w wersji japońskiej
1. "Proxima Centauri"
2. "Doorman's Placebo"

## Skład
- Cedric Bixler-Zavala - wokal
- Jim Ward - gitara, podkład wokalny, główny wokal na "Hourglass"
- Omar Rodríguez-López - gitara
- Paul Hinojos - bas
- Tony Hajjar - perkusja